# Parafia Niepokalanego Poczęcia Najświętszej Maryi Panny w Kamionnej
Parafia pw. Niepokalanego Poczęcia Najświętszej Maryi Panny w Kamionnie – rzymskokatolicka parafia należąca do dekanatu Łochów, diecezji drohiczyńskiej, metropolii białostockiej. Mieści się przy ulicy Piłsudskiego, pod numerem 25. Parafię prowadzą księża diecezjalni. Parafia powstała 6 stycznia 1488.

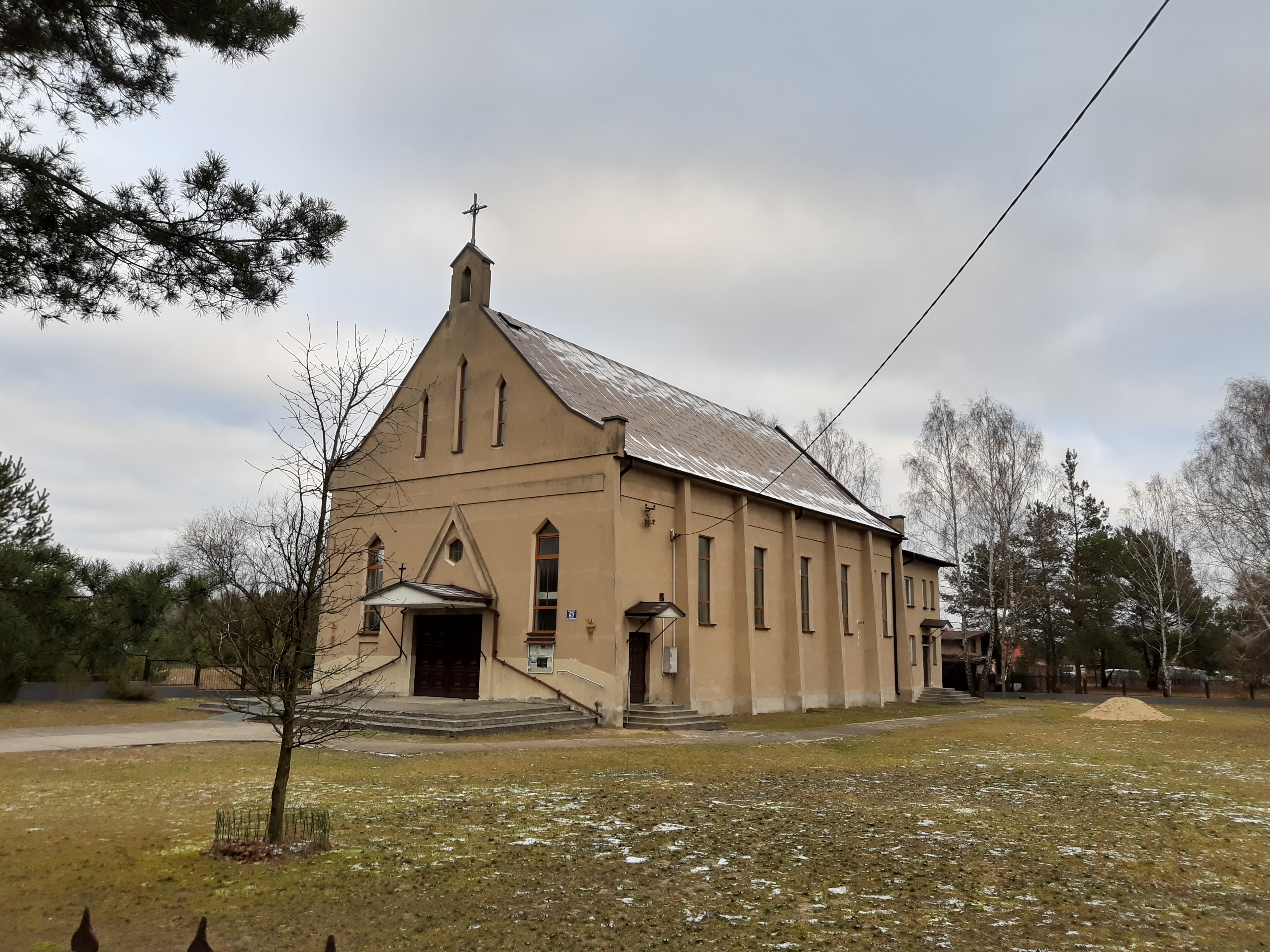
kościół filialny Św. Jadwigi Królowej w Łochowie Fabrycznym

## Obszar parafii

### Miejscowości i ulice
W granicach parafii znajdują się miejscowości:

- Baczki,
- Dąbrowa,
- Kamionna,
- Karczewizna,
- Laski,
- Łopianka,
- Łochów Fabryczny (część Łochowa),
- Majdan,
- Matały,
- Twarogi,
- Zambrzyniec